# Coriolan Hora
Coriolan Hora (n. 1928 – d. 1991) a fost un pictor român, reprezentant al realismului socialist. Coriolan Hora s-a născut la Sânnicolau Român (jud. Bihor). În perioada 1948-1950 a studiat la Cluj și Leningrad.
În cursul activității sale, a participat la un mare număr de expoziții din țară și străinătate. Coriolan Hora a contribuit la amenajarea Muzeului Țării Crișurilor din Oradea.

## Distincții
- Medalia „Meritul Cultural” clasa a II-a (26 septembrie 1966) „pentru merite deosebite în activitatea literară, artistică și de răspîndire a culturii naționale, cu prilejul Centenarului Academiei Republicii Socialiste România”[1]